# Венгрия на «Евровидении-2005»
Для Венгрии участие в юбилейном, пятидесятом выпуске телевизионного конкурса Евровидение-2005, который состоялся 19 и 21 мая в Киеве, Украина, стало пятым. Страна вернулась после шестилетнего перерыва, взятого из-за отказа от участия на Евровидение-1999 по финансовым причинам. Венгрию представляла фолк-поп-группа Nox с песней Forogj, világ! («Крутись, мир!»), написанной Аттилой Валлой и Шабольчем Харматом. Поскольку Венгрия не участвовала в предыдущем выпуске, то ей пришлось принять участие в полуфинале 19 мая 2005 года. По его итогам Forogj, világ! удалось занять пятое место со 167 очками и выйти в финал. В финале 21 мая 2005 года Венгрия заняла 12-е место из 24, набрав 97 очков. Несмотря на этот результат, страна отказалась от участия на Евровидение-2006. Поэтому, Forogj, világ! стала предшественницей венгерской заявки на Евровидение-2007 Unsubstational Blues в исполнении Магди Ружа. Полуфинал и финал конкурса были показаны Magyar Televízió (MTV) на канале M1 с комментариями Жужи Демчак, Андраша Фабера и Давида Санто. Глашатаем, объявлявшим очки венгерских телезрителей, была Жужа Демчак.

## Предыстория
К моменту своего участия в конкурсе 2005 года Венгрия четырежды участвовала на Евровидение, начиная с 1994 года. Самым лучшим результатом для страны стало четвёртое место, которое Венгрия заняла в том же 1994 году с песней Kinek mondjam el vétkeimet? в исполнении Фридерики Байер. Самым худшим результатом для страны стало предпоследнее место, которое Венгрия заняла в 1995 году с песней Új név egy régi ház falán в исполнении Чабы Сигети. В 1993 и 1996 годах Венгрия попыталась принять участие на Евровидение, но не прошла квалификацию. После того, как певец Чарли с песней A holnap már nem lesz szomorú занял 23-е место из 25 на Евровидение-1998, страна отказалась от дальнейшего участия.
Венгерская телекомпания Magyar Televízió (MTV) с 1994 года отвечает за организацию отбора заявки на Евровидение и трансляцию конкурса. Первоначально телекомпания намеревалась принять участие в конкурсе в 2004 году, но позже отложила свое участие из-за нехватки времени на отбор заявок на конкурс. 5 декабря 2004 года MTV анонсировало о возвращении Венгрии на Евровидение-2005 и о том, что заявка будет выбрана через национальный финал.

## До «Евровидения»

### Eurovíziós Dalfesztivál
Eurovíziós Dalfesztivál был форматом национального финала для участия Венгрии на Евровидение. Он состоялся 13 марта 2005 года в телестудии MTV в Будапеште. Ведущим был Тюнде Надь. Перед финалом между 14 и 25 февраля 2005 года вещатель открыл приём подачи заявок для участия. При этом все заявки должны были быть представлены только на венгерском языке, с предоставлением перевода текстов на английский и французский язык, исходить от артистов, имеющих контракт с лейблом звукозаписи или профессиональным менеджером. Из 37 заявок к участию в Eurovíziós Dalfesztivál было допущено 12. Сам финал состоял из двух раундов. В первом раунде четыре заявки были выбраны путём голосования телезрителей через звонки и SMS для выхода во второй раунд. Во втором раунде жюри из пяти человек распределяли свои баллы между финалистами. По итогам голосования победу одержала группа Nox с песней Forogj, világ!
| Порядковый номер | Исполнитель      | Название песни     | Автор(ы)                                                | Результат |
| ---------------- | ---------------- | ------------------ | ------------------------------------------------------- | --------- |
| 1                | Acapulco         | Szép ez a világ    | Кальман Мюллер, Паль Киш                                | Не прошёл |
| 2                | Жуди             | Holnaptól          | Агнеш Сабо, Норберт Шюч                                 | Прошёл    |
| 3                | Melody Island    | Eltűnt álom        | Жольт Бакшаи                                            | Не прошёл |
| 4                | Crystal          | Összetört a szívem | Тибор Каса, Тамаш Орбан                                 | Прошёл    |
| 5                | Эми Бизек        | Túl az út felén    | Агнеш Сабо, Эми Бизек, Виктор Ракончай                  | Не прошёл |
| 6                | Караньи          | Álomszép           | Даниэль Караньи                                         | Не прошёл |
| 7                | Sushi Train      | Húzz közel         | Жужа Палош, Тамаш Вадь                                  | Не прошёл |
| 8                | Бэби Габи и Лала | Van egy kulcs      | Зольтан Макаи, Жольт Карпати, Тамаш Келемен, Янош Бенде | Прошёл    |
| 9                | Рита Амбруш      | Együtt             | Рита Амбруш, Стефано Фаваро                             | Не прошёл |
| 10               | Nox              | Forogj, világ!     | Аттила Валла, Шабольч Хармат                            | Прошёл    |
| 11               | Тамаш Местер     | Szabadítsd fel     | Давид Кобурн, Тамаш Местер                              | Не прошёл |
| 12               | Лола             | Szerelem           | Аттила Валла, Виктор Ракончай                           | Не прошёл |

| Порядковый номер | Исполнитель      | Название песни     | Очки | Место |
| ---------------- | ---------------- | ------------------ | ---- | ----- |
| 1                | Жуди             | Holnaptól          | 43   | 2     |
| 2                | Crystal          | Összetört a szívem | 36   | 3     |
| 3                | Бэби Габи и Лала | Van egy kulcs      | 33   | 4     |
| 4                | Nox              | Forogj, világ!     | 49   | 1     |

## На «Евровидении»
По правилам Евровидения все страны-участницы, кроме членов «большой четвёрки» (Великобритании, Германии, Испании и Франции), страны-победительницы прошлого года и десяти стран, занявших самые высокие места на конкурсе 2004 года, должны пройти квалификацию в полуфинале. По итогам полуфинала десять лучших стран выходят в финал. 22 марта 2005 года была проведена жеребьёвка относительно порядка выступлений стран в полуфинале. 19 мая 2005 года состоялся полуфинал Евровидения, где Венгрия выступала под номером 15, между Румынией и Финляндией. По итогам голосования Венгрия была объявлена одной из десяти стран, прошедших в финал. Позже было анонсировано, что Венгрия заняла пятое место из 25, набрав 167 очков, включая 12 очков от Польши. В финале Nox выступали под номером 1, перед Великобританией, открыв, тем самым, финал конкурса. По итогам голосования они заняли 12-е место из 24, набрав 97 очков. Несмотря на этот результат, Венгрия отказалась от участия на Евровидение-2006. Страна вернулась в 2007 году. 12 очков венгерские телезрители в полуфинале присудили Румынии, а в финале — победителю конкурса Греции.

### Голосование
| Очки      | Страна                                                         |
| --------- | -------------------------------------------------------------- |
| 12 баллов |                                                                |
| 10 баллов | - Польша                                                       |
| 8 баллов  | - Израиль - Румыния                                            |
| 7 баллов  | - Кипр                                                         |
| 6 баллов  | - Андорра - Исландия - Сербия и Черногория - Турция - Хорватия |
| 5 баллов  | - Болгария - Испания                                           |
| 4 балла   |                                                                |
| 3 балла   | - Латвия - Россия - Франция - Эстония                          |
| 2 балла   | - Белоруссия - Бельгия - Греция - Португалия - Украина         |
| 1 балл    | - Босния и Герцеговина - Македония                             |

| Очки      | Страна              |
| --------- | ------------------- |
| 12 баллов | Греция              |
| 10 баллов | Румыния             |
| 8 баллов  | Израиль             |
| 7 баллов  | Хорватия            |
| 6 баллов  | Дания               |
| 5 баллов  | Мальта              |
| 4 балла   | Молдова             |
| 3 балла   | Швейцария           |
| 2 балла   | Сербия и Черногория |
| 1 балл    | Латвия              |